# Partit de la Societat Lliure
Partit de la Societat Lliure o Partit de la Llibertat (Özgür Toplum Partisi - Özgür Parti - ÖTP) fou un partit polític kurd de Turquia fundat el 6 de juny de 2003 per Ahmet Turan Demir, un dels antics caps del dissolt Partit de la Democràcia del Poble (DEHAP). Es va es va aliar amb DEHAP, Partit de l'Esquerra, Partit del Treball i Partit Socialdemòcrata del Poble a les eleccions locals turques de 2004 sota el nom de "unió democràtica de forces". El partit va ser dissolt en 2007. Era partidari del reconeixement dels drets kurds. La bandera del partit era el seu emblema en drap vermell.